# Álvaro Bautista
Álvaro Bautista Arce (Talavera de la Reina, Toledo, España, 21 de noviembre de 1984) es un piloto de motociclismo español. En la categoría de 125cc resultó campeón de España en 2003 y del Campeonato del Mundo de Motociclismo en 2006, y subcampeón de 250cc en 2008. Actualmente compite en el Campeonato Mundial de Superbikes con Ducati, resultando bicampeón del mundo en 2022 y 2023, subcampeón en 2019, y tercero en 2024.
En MotoGP cosechó 3 podios, 1 pole y 1 vuelta rápida de 2010 a 2018.

## Biografía

### Inicios
Comenzó a pilotar en moto a los tres años y medio y realizó su primera carrera en 1993 en la modalidad de minimotos. En 1994 es subcampeón de Madrid de minimotos en su categoría, compitiendo con pilotos de mayor edad, ya que Álvaro era alevín y corría junto a juveniles y cadetes.
En la temporada 1995-1996 se proclama campeón de Madrid de minimotos. En el año 1997 vuelve a ganar el Campeonato de Madrid de minimotos y da el salto a la Copa Aprilia de 50cc con el campeonato muy avanzado y alcanza, no obstante, un magnífico sexto puesto en la clasificación final y consiguiendo su primer podio en esta categoría.
Para 1998, vuelve a competir en la Copa Aprilia, finalizando en un brillante tercer puesto junto a Jorge Lorenzo (1.º) y Joan Olivé (2.º).
En 1999 es seleccionado de entre 400 pilotos por Alberto Puig para correr en la Copa de promoción MoviStar Activa, finalizando en quinta posición.
Para el año 2000 vuelve a correr en la Copa Movistar, estando como reserva para el equipo Movistar Junior Team del Campeonato de España de 125cc.

### 125cc
Debuta en el Campeonato de España de Velocidad en la categoría de 125cc. Comienza el año con el Team Belart, con una Yamaha 125cc de serie, hasta mediados de temporada, cuando el equipo Belart se retira y a punto estuvo también él de retirarse por falta de recursos, pero lo fichó Manuel Morente para terminar el campeonato de España.
En el 2002, bajo la tutela de Manuel Morente, corre el Campeonato de España de Velocidad, el Campeonato de Europa y cuatro carreras del Mundial como piloto invitado, en 125 c.c. con los colores del Equipo Atlético de Madrid. En el Campeonato de España queda como subcampeón y en el Campeonato de Europa consigue varios podios.
En 2003, firma por el equipo Seedorf Racing, presidido por el futbolista Clarence Seedorf, pilotando una Aprilia RS125, compitiendo en el Mundial de 125cc y en el Campeonato de España de 125cc. Consigue el campeonato de España de 125 c.c.
En el primer año de Álvaro en Seedorf Racing compartió box con Héctor Barberá. Tras acabar la temporada, Barberá subió a 250cc y Álvaro quedó como primer piloto de la escudería. Sin embargo, el equipo cambió de Aprilia a Honda y el rendimiento de la nueva moto, Honda RS125, dejó mucho que desear y los tiempos empeoraron con respecto al año anterior, por lo que al finalizar el año, cambió de equipo.
Para el año 2006 firma con el Aprilia-Aspar Team que dirige Jorge Martínez "Aspar" y pasa a pilotar una de las Aprilias RS125 oficiales, consiguiendo su mayor título hasta la fecha al quedar como campeón del mundo de 125cc a falta tan sólo de tres carreras, en el Circuito de Phillip Island del GP de Australia. Esa temporada consigue ocho victorias en el Mundial, firmando su mejor registro en una temporada en esta cilindrada, y entrando entre los diez mejores pilotos de esta categoría.

### 250cc
Tras conseguir el título de 125cc asciende de categoría en 2007 como piloto del Aprilia Aspar Team en 250cc y tiene como compañero a Alex De Angelis. Consigue en su temporada de debut en la categoría dos victorias y termina en cuarta posición el Mundial postulándose como uno de los favoritos al título para la siguiente temporada.

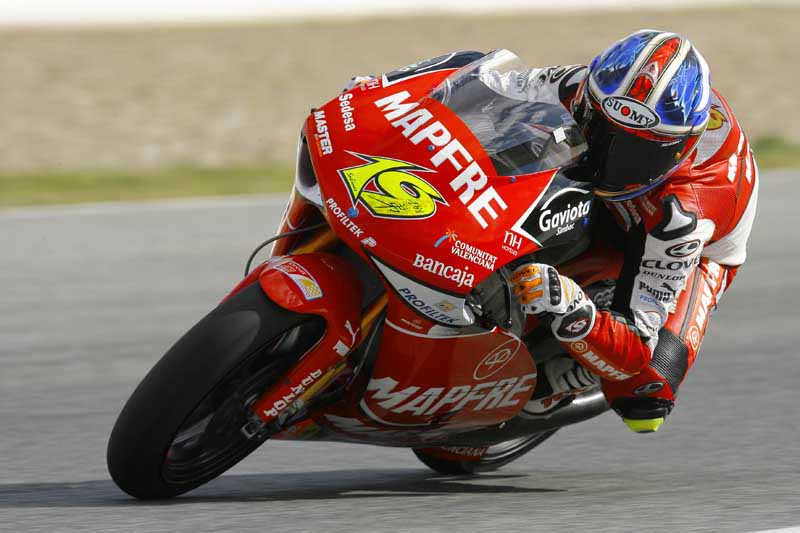
Bautista en los test de Jerez de 250cc 2008

En 2008 sigue en el Aspar Team, sobre una Aprilia RSW250 oficial, siendo el piloto número 1 de la marca de Noale. Tiene como compañero a Héctor Faubel. Al final, debido a numerosas caídas a lo largo de la temporada, no pudo conquistar el título, que fue a parar a Marco Simoncelli, terminando Bautista como subcampeón con cuatro victorias y once podios.

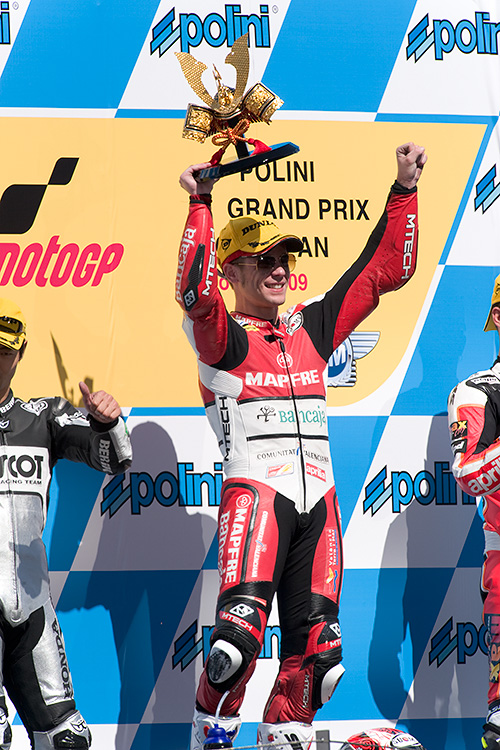
Bautista celebrando la victoria en el GP de Japón 2009

En 2009 Álvaro era una de las apuestas del Aspar Team, pero en las últimas carreras la suerte no estuvo del lado del piloto talaverano, vio como se le escapaba el Mundial, en beneficio de Hiroshi Aoyama, por tres caídas de forma consecutiva.

### Moto GP

#### Suzuki Oficial

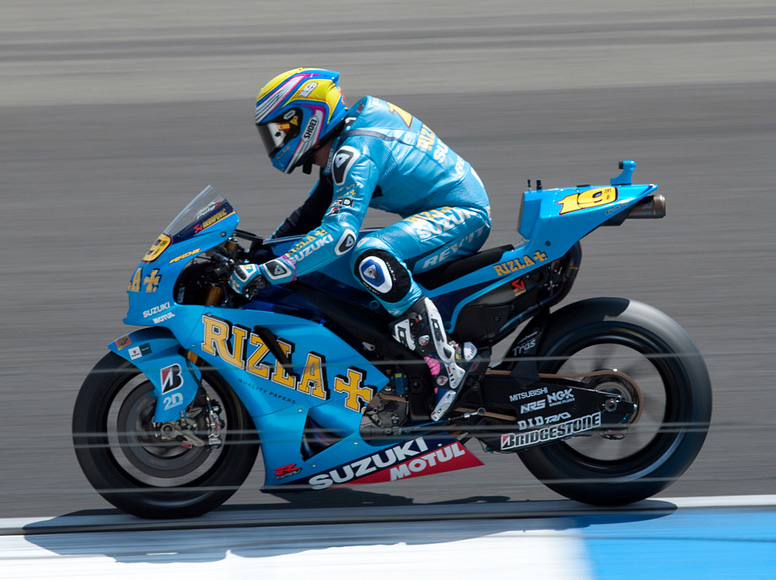
Bautista en el GP de Assen de 2010

En la temporada 2010 corre en esta categoría dentro del equipo oficial Rizla-Suzuki, teniendo como compañero al piloto italiano Loris Capirossi. A mediados de mayo se rompe la clavícula izquierda practicando motocross, lo que le hizo perderse varias carreras. Consigue dos quintos puestos en los grandes premios de Cataluña y Malasia, y realiza un buen tramo final de campeonato.
En 2011 se queda como único piloto oficial del equipo Rizla-Suzuki. En el primer gran premio del año en Catar sufre una fractura en el fémur izquierdo en los últimos entrenamientos libres, lo que le impide participar en las dos primeras carreras, reapareciendo en el Gran Premio de Portugal.

#### Equipo Gresini

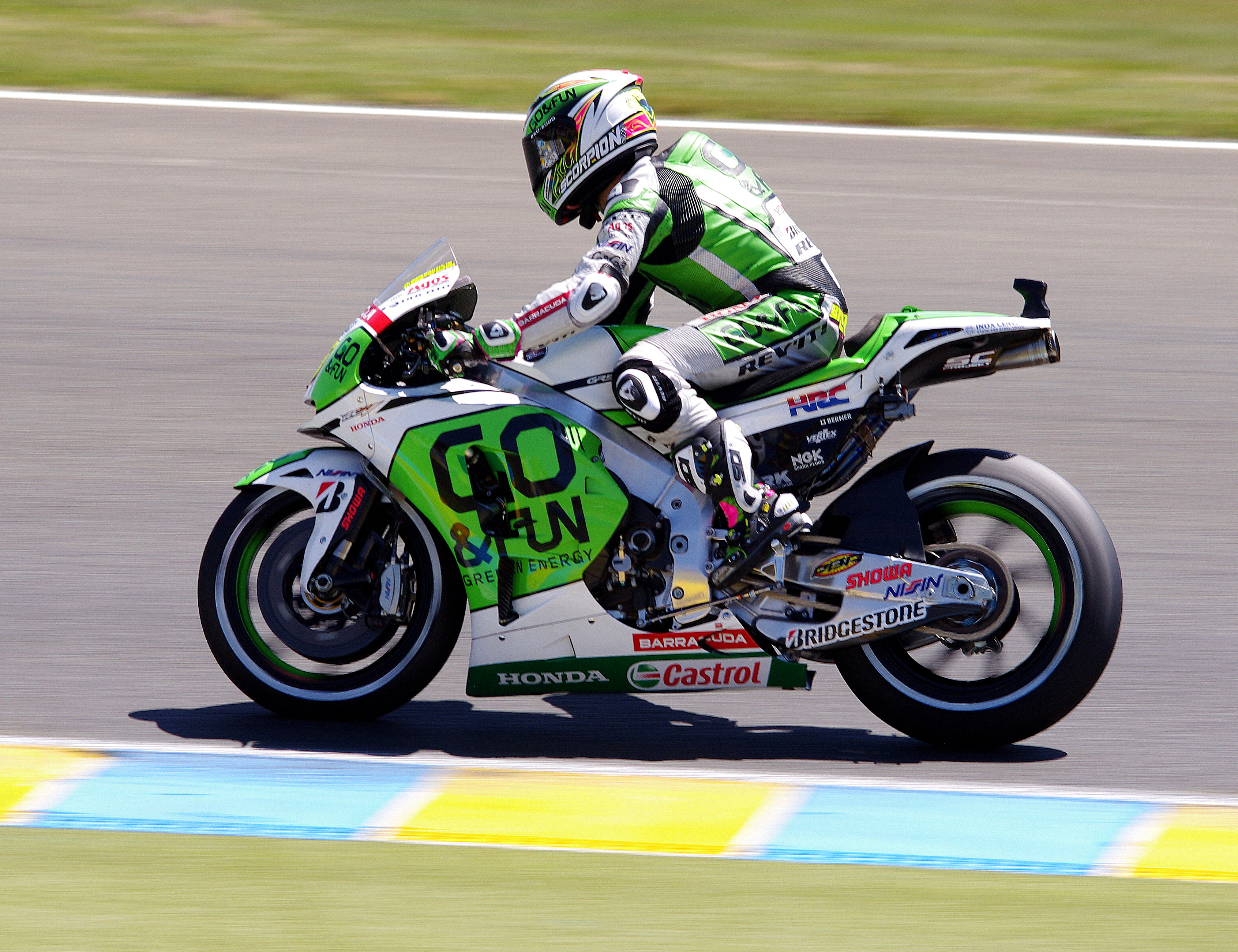
Bautista pilotando la Honda RC213V Gresini en el Gran Premio de Francia 2014

El 9 de noviembre de 2011 se hace oficial su fichaje por el equipo San Carlo-Honda Gresini de MotoGP, sustituyendo en el mismo al malogrado piloto Marco Simoncelli con quien había tenido grandes batallas en la categoría de 250cc y con quien disputaba la posición el día de su terrible accidente en el GP de Malasia de ese año.
El 16 de junio de 2012 consigue su primera pole position en MotoGP. Fue en el Gran Premio de Gran Bretaña, en una tanda de clasificación marcada por la lluvia. Al día siguiente acabó la carrera en la cuarta posición.
El 16 de septiembre de 2012 consigue su primer podio en MotoGP. Fue en el Gran Premio de San Marino quedando en tercera posición por detrás de Jorge Lorenzo y Valentino Rossi. Dos carreras después, en el Gran Premio de Japón termina otra vez en tercera posición, logrando, junto con Dani Pedrosa y Jorge Lorenzo, el primer podio íntegramente español de la categoría reina del Campeonato del Mundo de Motociclismo.
En la pretemporada 2013 anuncia su ampliación de contrato con el Team San Carlo Honda Gresini para la temporada 2014, equipo en el que también competirá el australiano Bryan Staring. El acuerdo se produce con la condición de que su Honda RC213V monte suspensiones Showa en vez de Öhlins como el resto de Honda.
El año 2014 comenzó con una gran actuación en el Gran Premio de Catar, donde si bien no acabó la carrera debido a una caída, consiguió la primera vuelta rápida de su carrera en la categoría reina saliendo desde la segunda posición de la parrilla (posición de parrilla que sólo una vez antes había ocupado). En el GP de Francia consiguió subir al tercer cajón del podio por tercera vez en su carrera. Pero los resultados de lo que fueron el Gran Premio inaugural y quinto de la temporada 2014 fue tan solo un espejismo puesto que Álvaro abandonaría a lo largo de las siguientes carreras los puestos de Top6 que venía acostumbrando a hacer en las pasadas temporadas.
Para el año 2015 firma de nuevo con Gresini pero esta vez a las manos de una Aprilia RS-GP, marca que volvía al campeonato de MotoGP. En lo que supuso una temporada de evolución de la moto, Bautista se vería relegado a la cola de la parrilla, siendo la repetición de dos décimos puestos su mejor resultado en carrera (si bien es de reseñar que consiguió acabar todas las carreras menos una -la inaugural en Catar-). Acabó la temporada en 16.º lugar de la clasificación general, quedando cerca de doblar en puntos a su compañero de equipo Stefan Bradl.
En el año 2016 vuelve a correr con el Aprilia Racing Team Gresini. Firmando una temporada ligeramente mejor que la anterior, siendo un 7.º puesto su mejor resultado, lográndolo por dos veces en los grandes premios de Japón y Malasia. Finalizó 12.º el Campeonato, con un total de 82 puntos.

#### Regreso al equipo de Aspar
En la temporada 2017 se confirma su regreso al Aspar Team, donde pilota la Ducati Desmosedici GP16, consiguiendo finalizar, nuevamente, el Mundial en 12.ª posición, logrando buenos resultados en la primera parte del campeonato.

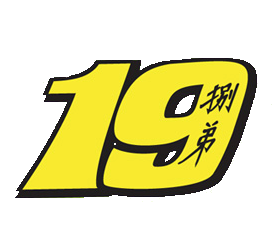
Dorsal 19 característico de Bautista

Para la temporada 2018, el equipo de Aspar se renombra a Ángel Nieto Team, en homenaje al piloto fallecido
En esa misma temporada corre en Australia (en el circuito philip island) con el equipo oficial de fábrica Ducati. Debido a la lesión del balear Jorge Lorenzo.

### Superbikes
En 2019 ficha por Ducati para el Campeonato Mundial de Superbikes. Este año cambian las reglas y se incluye una tercera carrera corta (en torno a 10 vueltas dependiendo del circuito) en el fin de semana, llamada "SuperPole Race". Empieza arrasando y gana 10 carreras seguidas igualando el record de victorias consecutivas de Neil Hodgson, (tres de estas carreras son cortas, SuperPole Race). Dado en este campeonato los niveles de rendimiento de los equipos son evaluados cada cierto tiempo para compensar, en este caso bajando las revoluciones, Ducati, al igual que Kawasaki en años anteriores, ve algo reducida su velocidad. Esto descompensa la moto y lleva a errores a Bautista, que cae varias veces, además sufre una lesión en el hombro en Laguna Seca. Pierde toda la ventaja y acaba la temporada como subcampeón tras Jonathan Rea con Kawasaki.

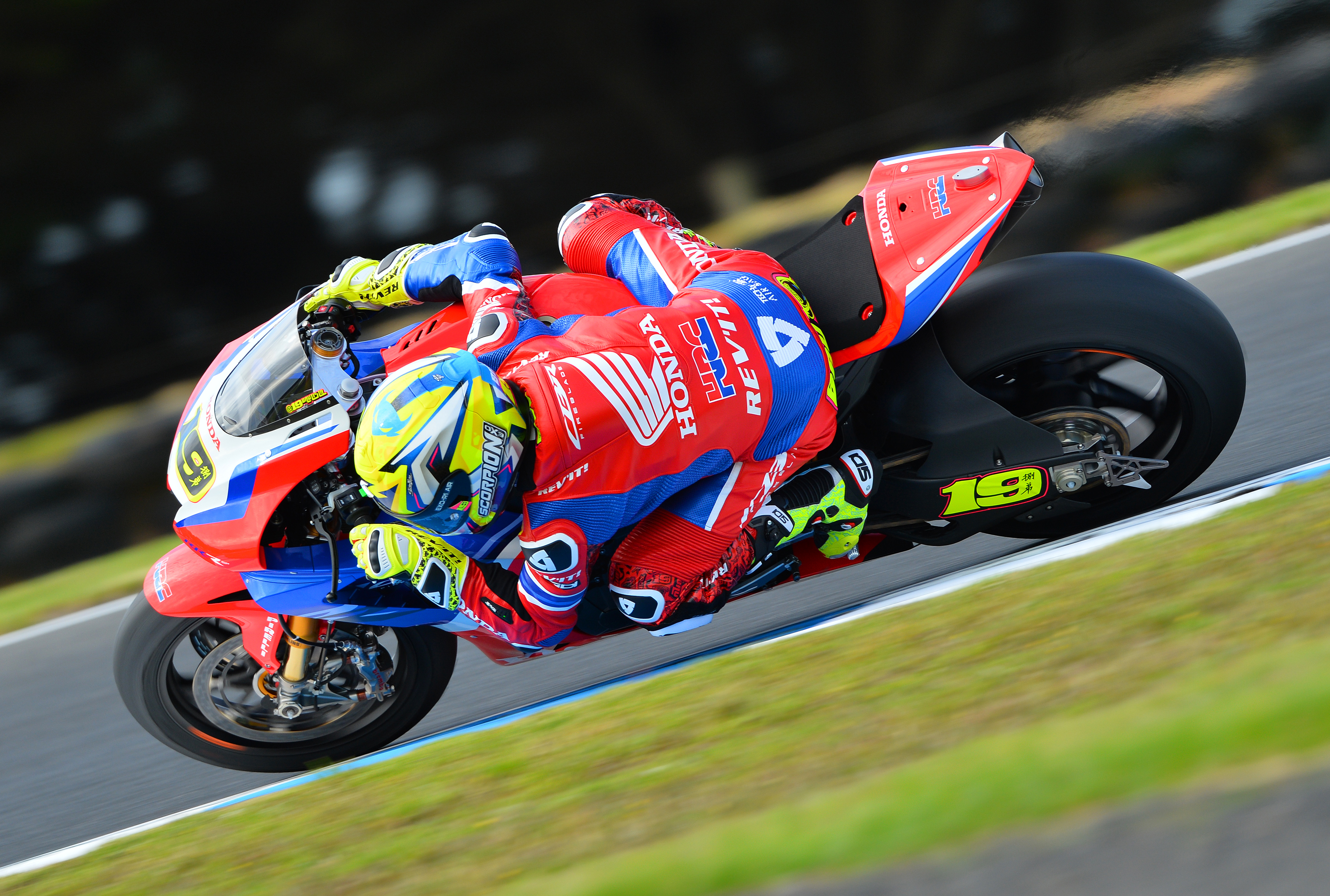
Bautista en el circuito de Phillip Island con la Honda CBR1000RR-R SP en 2020

El contraste entre la primera y segunda mitad de la temporada parece sembrar cierto desencanto en el equipo, lo que unido a una poderosa oferta de Honda, y la promesa de los responsables de Honda que fueron a convencerle en persona, hizo que para la temporada de 2020 y 2021 fichara por la marca del ala dorada.
Se suma al proyecto el subcampeón de 2010 con Suzuki, Leon Haslam. Aunque la apuesta es firme, las piezas no terminan de encajar y tampoco Honda puede reaccionar bien respecto al chasis debido a las reglas del campeonato. Aunque hay progreso los pilotos (a pesar de su calidad, no es su estilo) no parecen poder llevar el proyecto al máximo, tampoco Honda lo ve claro, a pesar de llevar varios años con su propia estructura oficial Moriwaki después de abandonar a Ten Kate. Un podium en la segunda carrera larga Aragón Race 2 de 2020, otro en la segunda carrera larga de Jerez Race 2, y uno en la SuperPole Race de Barcelona como mejores resultados, y tras 2 años vuelve a Ducati en 2022.
Desde la pretemporada es obvio que Bautista y Ducati forman un buen binomio. La moto ha minimizado sus carencias anteriores y ha mejorado en varios aspectos. Siempre peleando por la victoria, reduciendo errores y borrando cualquier sombra de duda después de 2019, solo cae una vez en toda la temporada en el circuito de Donington. La solidez mostrada en todos los circuitos en la lucha a tres bandas con Rea y Razgatioglu, le vale conseguir el título mundial.

## Palmarés
- 1994: Campeonato de Madrid de Minimotos, Subcampeón
- 1995: Campeonato de Madrid de Minimotos, Campeón
- 1996: Campeonato de Madrid de Minimotos, Campeón
- 1997: Campeonato de Madrid de Minimotos, Campeón - Copa Aprilia 50 GP, 6.º
- 1998: Copa Aprilia 50 GP, 3.º
- 1999: Copa Movistar, 4.º
- 2000: Copa Movistar
- 2001: Campeonato (Yamaha)
- 2002: Campeonato de España 125 GP - Campeonato de Europa 125 GP - Campeonato del Mundo 125 GP como invitado
- 2003: Campeón de España 125 GP, (Aprilia) - Campeonato del Mundo 125 GP, 20.º (Aprilia)
- 2006: Campeón del Mundo de 125cc (Aprilia)
- 2008: Subcampeón del Mundo de 250cc (Aprilia)
- 2019: Subcampeón del Mundo de Superbikes (Ducati)
- 2022: Campeón del Mundo de Superbikes (Ducati)
- 2023: Campeón del Mundo de Superbikes (Ducati)

## Resultados

### Campeonato del Mundo de Motociclismo
Sistema de puntuación de 1993 hasta 2022:
| Posición | 1.º | 2.º | 3.º | 4.º | 5.º | 6.º | 7.º | 8.º | 9.º | 10.º | 11.º | 12.º | 13.º | 14.º | 15.º |
| Puntos   | 25  | 20  | 16  | 13  | 11  | 10  | 9   | 8   | 7   | 6    | 5    | 4    | 3    | 2    | 1    |

#### Por temporada
| Temp. | Categ.      | Moto           | Equipo                      | N.º         | Carreras | Victorias | Podiums | Pole | V.Ráp. | Pts. | Pos. |
| ----- | ----------- | -------------- | --------------------------- | ----------- | -------- | --------- | ------- | ---- | ------ | ---- | ---- |
| 2002  | 125cc       | Aprilia RS125  | Equipo Atlético de Madrid   | 51          | 3        | 0         | 0       | 0    | 0      | 0    | -    |
| 2003  | 125cc       | Aprilia RS125  | Seedorf Racing              | 19          | 16       | 0         | 0       | 0    | 0      | 31   | 20.º |
| 2004  | 125cc       | Aprilia RS125  | Seedorf Racing              | 19          | 16       | 0         | 4       | 0    | 1      | 129  | 7.º  |
| 2005  | 125cc       | Honda RS125    | Seedorf – Tiempo Holidays   | 19          | 16       | 0         | 0       | 0    | 1      | 47   | 15.º |
| 2006  | 125cc       | Aprilia RS125  | Master-MVA Aspar Team       | 19          | 16       | 8         | 14      | 8    | 7      | 338  | 1.º  |
| 2007  | 250cc       | Aprilia RSW250 | Master-Mapfre Aspar Team    | 19          | 17       | 2         | 7       | 1    | 1      | 181  | 4.º  |
| 2008  | 250cc       | Aprilia RSW250 | Master-Mapfre Aspar Team    | 19          | 16       | 4         | 11      | 5    | 7      | 244  | 2.º  |
| 2009  | 250cc       | Aprilia RSW250 | Mapfre Aspar Team           | 19          | 16       | 2         | 10      | 3    | 4      | 218  | 4.º  |
| 2010  | MotoGP      | Suzuki GSV-R   | Rizla Suzuki MotoGP         | 19          | 17       | 0         | 0       | 0    | 0      | 85   | 13.º |
| 2011  | MotoGP      | Suzuki GSV-R   | Rizla Suzuki MotoGP         | 19          | 15       | 0         | 0       | 0    | 0      | 67   | 13.º |
| 2012  | MotoGP      | Honda RC213V   | San Carlo-Honda Gresini     | 19          | 18       | 0         | 2       | 1    | 0      | 178  | 5.º  |
| 2013  | MotoGP      | Honda RC213V   | GO&FUN-Honda Gresini        | 19          | 18       | 0         | 0       | 0    | 0      | 160  | 6.º  |
| 2014  | MotoGP      | Honda RC213V   | GO&FUN-Honda Gresini        | 19          | 18       | 0         | 1       | 0    | 1      | 89   | 11.º |
| 2015  | MotoGP      | Aprilia RS-GP  | Aprilia Racing Team Gresini | 19          | 18       | 0         | 0       | 0    | 0      | 31   | 16.º |
| 2016  | MotoGP      | Aprilia RS-GP  | Aprilia Racing Team Gresini | 19          | 18       | 0         | 0       | 0    | 0      | 82   | 12.º |
| 2017  | MotoGP      | Ducati GP16    | Pull & Bear Aspar Team      | 19          | 18       | 0         | 0       | 0    | 0      | 75   | 12.º |
| 2018  | MotoGP      | Ducati GP17    | Ángel Nieto Team            | 19          | 17       | 0         | 0       | 0    | 0      | 92   | 12.º |
| 2018  | MotoGP      | Ducati GP18    | Ducati Team                 | 19          | 1        | 0         | 0       | 0    | 0      | 13   | 12.º |
| Total | 2002 - 2018 | 2002 - 2018    | 2002 - 2018                 | 2002 - 2018 | 274      | 16        | 49      | 18   | 22     | 2071 |      |

- * Temporada en curso.

#### Por categoría
| Cat.   | Temporadas  | Primer GP      | Primer Podio       | Primera Victoria | Carreras | Victorias | Podios | Poles | V.Ráp | Pts. | CM |
| ------ | ----------- | -------------- | ------------------ | ---------------- | -------- | --------- | ------ | ----- | ----- | ---- | -- |
| 125cc  | 2002 – 2006 | GP España 2002 | GP Donington 2004  | GP España 2006   | 67       | 8         | 18     | 8     | 9     | 545  | 1  |
| 250cc  | 2007 – 2009 | GP Catar 2007  | GP España 2007     | GP Italia 2007   | 49       | 8         | 28     | 9     | 12    | 643  | 0  |
| MotoGP | 2010 - 2018 | GP Catar 2010  | GP San Marino 2012 | -                | 143      | 0         | 3      | 1     | 1     | 782  | 0  |
| Total  | 2002 - 2018 | 2002 - 2018    | 2002 - 2018        | 2002 - 2018      | 274      | 16        | 49     | 18    | 22    | 2071 | 1  |

#### Carreras por año
| Año  | Cat.   | Moto    | 1       | 2       | 3       | 4       | 5       | 6       | 7       | 8       | 9       | 10      | 11      | 12      | 13      | 14      | 15      | 16      | 17      | 18      | 19      | Pts. | Pos. |
| ---- | ------ | ------- | ------- | ------- | ------- | ------- | ------- | ------- | ------- | ------- | ------- | ------- | ------- | ------- | ------- | ------- | ------- | ------- | ------- | ------- | ------- | ---- | ---- |
| 2002 | 125cc  | Aprilia | JPN     | RSA     | SPA 25  | FRA     | ITA     | CAT Ret | NED     | GBR     | GER     | CZE     | POR     | BRA     | PAC     | MAL     | AUS     | VAL 23  |         |         |         | 0    | -    |
| 2003 | 125cc  | Aprilia | JPN 18  | RSA 25  | SPA 17  | FRA Ret | ITA 28  | CAT 28  | NED Ret | GBR 14  | GER Ret | CZE 16  | POR 15  | BRA 16  | PAC 12  | MAL 15  | AUS 4   | VAL 6   |         |         |         | 31   | 20.º |
| 2004 | 125cc  | Aprilia | RSA 9   | SPA Ret | FRA 9   | ITA Ret | CAT 6   | NED 16  | BRA 9   | GER 7   | GBR 2   | CZE 13  | POR 5   | JPN Ret | QAT 3   | MAL 3   | AUS 9   | VAL 3   |         |         |         | 129  | 7.º  |
| 2005 | 125cc  | Honda   | SPA Ret | POR 7   | CHN 17  | FRA Ret | ITA 12  | CAT 14  | NED 4   | GBR Ret | GER Ret | CZE 12  | JPN 9   | MAL 26  | QAT 22  | AUS 16  | TUR 12  | VAL 12  |         |         |         | 47   | 15.º |
| 2006 | 125cc  | Aprilia | SPA 1   | QAT 1   | TUR 2   | CHN 3   | FRA 4   | ITA 2   | CAT 1   | NED 3   | GBR 1   | GER 2   | CZE 1   | MAL 1   | AUS 1   | JPN 2   | POR 1   | VAL 4   |         |         |         | 338  | 1.°  |
| 2007 | 250cc  | Aprilia | QAT Ret | SPA 2   | TUR 3   | CHN 2   | FRA 8   | ITA 1   | CAT 5   | GBR Ret | NED 3   | GER 17  | CZE 5   | RSM 8   | POR 1   | JPN 15  | AUS 2   | MAL Ret | VAL Ret |         |         | 181  | 4.º  |
| 2008 | 250cc  | Aprilia | QAT 6   | SPA Ret | POR 1   | CHN 12  | FRA 14  | ITA Ret | CAT 2   | GBR 3   | NED 1   | GER 3   | CZE 2   | RSM 1   | IND C   | JPN 2   | AUS 2   | MAL 1   | VAL 3   |         |         | 244  | 2.º  |
| 2009 | 250cc  | Aprilia | QAT 7   | JPN 1   | SPA 2   | FRA 4   | ITA 3   | CAT 1   | NED Ret | GER 3   | GBR 2   | CZE 3   | IND 3   | RSM 3   | POR Ret | AUS 10  | MAL Ret | VAL 2   |         |         |         | 218  | 4.º  |
| 2010 | MotoGP | Suzuki  | QAT Ret | SPA 10  | FRA DNS | ITA 14  | GBR 12  | NED 14  | CAT 5   | GER Ret | USA Ret | CZE Ret | IND 8   | RSM 8   | ARA 8   | JPN 7   | MAL 5   | AUS 12  | POR 11  | VAL 9   |         | 85   | 13.º |
| 2011 | MotoGP | Suzuki  | QAT DNS | SPA Les | POR 13  | FRA 12  | CAT 12  | GBR 5   | NED 11  | ITA 13  | GER 7   | USA Ret | CZE Ret | IND 6   | RSM 8   | ARA 6   | JPN Ret | AUS Ret | MAL C   | VAL Ret |         | 67   | 13.º |
| 2012 | MotoGP | Honda   | QAT 7   | SPA 6   | POR 6   | FRA 10  | CAT 6   | GBR 4   | NED Ret | GER 7   | ITA 10  | USA 8   | IND 5   | CZE 6   | RSM 3   | ARA 6   | JPN 3   | MAL 6   | AUS 5   | VAL 4   |         | 178  | 5.º  |
| 2013 | MotoGP | Honda   | QAT 6   | AME 8   | SPA 6   | FRA 6   | ITA Ret | CAT Ret | NED 7   | GER 5   | USA 4   | IND 6   | CZE 5   | GBR 5   | RSM 7   | ARA 4   | MAL 5   | AUS 5   | JPN 4   | VAL 5   |         | 171  | 6.º  |
| 2014 | MotoGP | Honda   | QAT Ret | AME Ret | ARG Ret | SPA 6   | FRA 3   | ITA 8   | CAT Ret | NED 7   | GER 9   | IND Ret | CZE 10  | GBR Ret | RSM 8   | ARA 7   | JPN 10  | AUS 6   | MAL Ret | VAL 16  |         | 89   | 11.º |
| 2015 | MotoGP | Aprilia | QAT Ret | AME 15  | ARG 19  | SPA 15  | FRA 15  | ITA 14  | CAT 10  | NED 17  | GER 14  | IND 18  | CZE 13  | GBR 10  | RSM 15  | ARA 13  | JPN 16  | AUS 14  | MAL 15  | VAL 14  |         | 31   | 16.º |
| 2016 | MotoGP | Aprilia | QAT 13  | ARG 10  | AME 11  | SPA Ret | FRA 9   | ITA Ret | CAT 8   | NED Ret | GER 10  | AUT 16  | CZE 16  | GBR 10  | RSM 10  | ARA 9   | JPN 7   | AUS 12  | MAL 7   | VAL 10  |         | 82   | 12.º |
| 2017 | MotoGP | Ducati  | QAT Ret | ARG 4   | AME 15  | SPA Ret | FRA Ret | ITA 5   | CAT 7   | NED Ret | GER 6   | CZE Ret | AUT 8   | GBR 10  | RSM 12  | ARA 8   | JPN Ret | AUS 17  | MAL 11  | VAL Ret |         | 75   | 12.º |
| 2018 | MotoGP | Ducati  | QAT 13  | ARG 16  | AME 15  | SPA 8   | FRA Ret | ITA 9   | CAT 9   | NED 9   | GER 5   | CZE 9   | AUT 10  | GBR C   | RSM 9   | ARA Ret | THA 8   | JPN 5   | AUS 4   | MAL 7   | VAL Ret | 105  | 12.º |

| Temp. | Motocicleta          | Equipo                   | Carreras | Victorias | Podios | Poles | V.Rap. | Pts. | Pos. |
| ----- | -------------------- | ------------------------ | -------- | --------- | ------ | ----- | ------ | ---- | ---- |
| 2019  | Ducati Panigale V4 R | Aruba.it Racing – Ducati | 36       | 16        | 24     | 4     | 15     | 498  | 2.º  |
| 2020  | Honda CBR1000RR-R SP | Team HRC                 | 24       | 0         | 1      | 0     | 1      | 113  | 9.º  |
| 2021  | Honda CBR1000RR-R SP | Team HRC                 | 37       | 0         | 2      | 0     | 0      | 195  | 10.º |
| 2022  | Ducati Panigale V4 R | Aruba.it Racing – Ducati | 36       | 16        | 31     | 2     | 13     | 601  | 1.º  |
| 2023  | Ducati Panigale V4 R | Aruba.it Racing – Ducati | 36       | 27        | 31     | 4     | 23     | 628  | 1.º  |
| 2024  | Ducati Panigale V4 R | Aruba.it Racing – Ducati | 35       | 4         | 18     | 0     | 4      | 357  | 3.º  |
| Total |                      |                          | 204      | 63        | 107    | 10    | 56     | 2392 |      |

| Año  | Marca  | 1       | 1      | 1      | 2       | 2       | 2     | 3       | 3      | 3     | 4       | 4      | 4      | 5       | 5      | 5       | 6     | 6       | 6       | 7       | 7      | 7       | 8       | 8       | 8       | 9      | 9       | 9       | 10      | 10    | 10    | 11      | 11    | 11      | 12      | 12     | 12      | 13    | 13    | 13     | Pos. | Pts. |
| Año  | Marca  | R1      | CS     | R2     | R1      | CS      | R2    | R1      | CS     | R2    | R1      | CS     | R2     | R1      | CS     | R2      | R1    | CS      | R2      | R1      | CS     | R2      | R1      | CS      | R2      | R1     | CS      | R2      | R1      | CS    | R2    | R1      | CS    | R2      | R1      | CS     | R2      | R1    | CS    | R2     | Pos. | Pts. |
| ---- | ------ | ------- | ------ | ------ | ------- | ------- | ----- | ------- | ------ | ----- | ------- | ------ | ------ | ------- | ------ | ------- | ----- | ------- | ------- | ------- | ------ | ------- | ------- | ------- | ------- | ------ | ------- | ------- | ------- | ----- | ----- | ------- | ----- | ------- | ------- | ------ | ------- | ----- | ----- | ------ | ---- | ---- |
| 2019 | Ducati | AUS 1   | AUS 1  | AUS 1  | THA 1   | THA 1   | THA 1 | SPA 1   | SPA 1  | SPA 1 | NED 1   | NED C  | NED 1  | ITA 2   | ITA 3  | ITA C   | SPA 1 | SPA 1   | SPA NC  | ITA 3   | ITA 1  | ITA 14  | GBR Ret | GBR 4   | GBR 3   | USA 17 | USA DNS | USA Ret | POR 4   | POR 2 | POR 1 | FRA 5   | FRA 5 | FRA Ret | ARG 1   | ARG 2  | ARG 5   | QAT 4 | QAT 2 | QAT 3  | 2.º  | 498  |
| 2020 | Honda  | AUS 6   | AUS 16 | AUS 6  | SPA 7   | SPA 10  | SPA 8 | POR 9   | POR 11 | POR 5 | SPA Ret | SPA 4  | SPA 3  | SPA Ret | SPA 4  | SPA Ret | SPA 5 | SPA Ret | SPA Ret | FRA 12  | FRA 14 | FRA 15  | POR 17  | POR 7   | POR 5   |        |         |         |         |       |       |         |       |         |         |        |         |       |       |        | 9.º  | 113  |
| 2021 | Honda  | SPA Ret | SPA 7  | SPA 11 | POR 8   | POR 10  | POR 7 | ITA 6   | ITA 10 | ITA 8 | GBR 8   | GBR 15 | GBR 10 | NED Ret | NED 18 | NED 5   | CZE 7 | CZE 9   | CZE 10  | SPA Ret | SPA 10 | SPA 8   | FRA 6   | FRA 7   | FRA 6   | SPA 9  | SPA 3   | SPA 4   | SPA 5   | SPA C | SPA 3 | POR Ret | POR 5 | POR Ret | ARG Ret | ARG 11 | ARG 10  | INA 7 | INA C | INA 10 | 10.º | 195  |
| 2022 | Ducati | SPA 2   | SPA 1  | SPA 1  | NED 2   | NED 3   | NED 1 | POR 1   | POR 3  | POR 2 | ITA 1   | ITA 2  | ITA 1  | GBR Ret | GBR 4  | GBR 2   | CZE 1 | CZE 3   | CZE 2   | FRA 1   | FRA 2  | FRA Ret | SPA 1   | SPA 1   | SPA 1   | POR 2  | POR 2   | POR 1   | ARG 1   | ARG 2 | ARG 1 | INA 2   | INA 4 | INA 2   | AUS 5   | AUS 1  | AUS 1   |       |       |        | 1.º  | 601  |
| 2023 | Ducati | AUS 1   | AUS 1  | AUS 1  | INA 1   | INA Ret | INA 1 | NED 1   | NED 1  | NED 1 | SPA 1   | SPA 1  | SPA 1  | ITA 1   | ITA 1  | ITA 1   | GBR 1 | GBR 2   | GBR 1   | ITA 1   | ITA 2  | ITA Ret | CZE 12  | CZE 3   | CZE 1   | FRA 10 | FRA 2   | FRA 1   | SPA Ret | SPA 1 | SPA 1 | POR 1   | POR 1 | POR 1   | SPA 1   | SPA 1  | SPA 1   |       |       |        | 1.º  | 628  |
| 2024 | Ducati | AUS 14  | AUS 4  | AUS 2  | BAR 3   | BAR 3   | BAR 1 | NED 3   | NED 1  | NED 2 | MIS 3   | MIS 17 | MIS 3  | GBR 3   | GBR 6  | GBR 5   | CZE 4 | CZE NC  | CZE Ret | POR 2   | POR 6  | POR Ret | FRA 2   | FRA Ret | FRA DNS | ITA 3  | ITA 6   | ITA 2   | ARA 4   | ARA 1 | ARA 1 | EST 19  | EST 3 | EST 3   | SPA 23  | SPA 9  | SPA Ret |       |       |        | 3.º  | 357  |
| 2025 | Ducati | AUS 3   | AUS 19 | AUS 2  | NED Ret | NED 3   | NED 3 | POR Ret | POR 3  | POR 2 | ITA 3   | ITA    | ITA    |         |        |         |       |         |         |         |        |         |         |         |         |        |         |         |         |       |       |         |       |         |         |        |         |       |       |        | 4.º  | 99   |

| Color     | Resultado                                                               |
| --------- | ----------------------------------------------------------------------- |
| Oro       | Ganador                                                                 |
| Plata     | 2.ª plaza                                                               |
| Bronce    | 3.ª plaza                                                               |
| Verde     | Finalizó en los puntos                                                  |
| Azul      | Finalizó sin puntos                                                     |
| Azul      | NC - No clasificado                                                     |
| Violeta   | Ret - No terminó (Carrera)                                              |
| Rojo      | DNQ - No se clasificó                                                   |
| Negro     | DSQ - Descalificado                                                     |
| Blanco    | DNS - No empezó (carrera)                                               |
| Blanco    | WD - Retirado (fin de semana)                                           |
| Blanco    | C - Carrera cancelada                                                   |
| Sin color | DNP - Inscrito pero no participó                                        |
| Sin color | INJ - Lesionado                                                         |
| Sin color | EX - Excluido                                                           |
| Estado    | Resultado                                                               |
| Negrita   | Pole position                                                           |
| Cursiva   | Vuelta rápida                                                           |
| x         | Posición en carrera sprint                                              |
| †         | Abandona, pero clasifica al completar el porcentaje requerido para ello |